# Ортея
Орте́я (др.-греч. Ὀρθαία; иногда транскрибируется как Орфея) — персонаж древнегреческой мифологии, одна из Гиакинфид (дочь Гиацинта (Гиакинфа Лакедемонянина) от Протогении (иногда её матерью называют Пандору)). Вместе с сёстрами Айглеидой (Эглеидой), Анфеидой (Антеидой) и Литеей, Ортея привезена из Лакедемона в Афины. Вместе с ними принесена в жертву афинянами, чтобы по старому пророчеству оракула отвратить от города мор и голод, начавшиеся во время осады Афин Миносом (который мстил за своего сына Андрогея, погибшего по вине царя Афин Эгея). Жертва, принесённая Персефоне на могиле киклопа Гереста, не была принята богами. Оракул повелел афинянам понести кару, которую возложит на них Минос. По требованию Миноса, афиняне должны были во искупление своей вины посылать семь девушек и семь юношей в жертву Минотавру.
По другим пересказам, в жертву была принесена лишь одна дочь Гиакинфа, Антеида. Согласно Псевдо-Демосфену, Гиакинфидами называли дочерей Эрехтея, по аттическому холму Гиакинф, где они были принесены в жертву.
Ортея вместе с сёстрами упоминалась афинскими ораторами, например, в речи Фокиона.
В честь Ортеи немецкий ботаник Иоганн Клоцш в 1851 году назвал род растений Orthaea семейства Вересковые.